# خبر فوری
خبر فوری (به انگلیسی: Breaking news) یا گزارش ویژه یا پوشش ویژه در روزنامه‌نگاری به خبری ضروری گفته می‌شود که به علت اهمیت آن جریان عادی اخبار متوقف شده و خبر مذکور مخابره یا منتشر می‌شود. اصطلاح خبر فوری تا مدت‌ها در تلویزیون و رادیو استفاده می‌شد تا این که پس از گسترش رسانه‌های دیجیتال به وبگاه‌ها و شبکه‌های اجتماعی نیز راه پیدا کرد.